# Намина Форна
Намина Форна (на английски: Namina Forna) е американска писателка и сценаристка от Сиера Леоне на произведения в жанра фентъзи за юноши.

## Биография и творчество
Намина Форна е родена на 9 януари 1987 г. във Фрийтаун, Сиера Леоне. Баща ѝ е известният политик от Сиера Леоне, А. Г. Сембу Форна, а майка ѝ е посланик и бивш заместник-министър на външните работи. Израства в родния си град. След развода на родителите ѝ когато е деветгодишна, майка ѝ се премества в Атланта, Джорджия, тъй като в Сиера Леоне цари политическа нестабилност и задаваща се гражданска война. От дете обича да слуша истории за силни жени, като Мами Вата, богинята на водата, и амазонките от Дахомей. Чете много като начин да избяга от жестокостите на гражданската война. В Атланта следва в Спелман Колидж, частен колеж за либерални изкуства за жени с историческо значение. Там е студентка при писателката Науал ел Саадауи, която я вдъхновява за създаването на първия ѝ роман. След получаване на бакалавърска степен по изкуства от колежа се премества в Лос Анджелис. Там следва в Школата по киноизкуства на Университета на Южна Калифорния и получава магистърска степен по изящни изкуства по филмова и телевизионна продукция.
Първият ѝ роман „Безсмъртните“ от поредицата „Златородните“ е издаден през 2021 г. На церемонията на кръвта се установява, че главната героиня Дека принадлежи към общността на хората със златна кръв – алаките, девойки, които са почти безсмъртни, имат редки дарби и могат да спрат най-голямата заплаха за империята. Тя е отведена в скрит град за обучение, където открива, че никой не е такъв, какъвто изглежда – нито дори самата тя. С романа тя въвежда чернокожа героиня, каквито липсват в западната литература. Става първият американец от Сиера Леоне, сключил договор за книга с голям издател за фентъзи роман за млади хора. Романът става бестселър в списъка на „Ню Йорк Таймс“ и я прави известна. Преведен е на 25 езика по света.
Намина Форна живее със семейството си в Лондон.

## Произведения

### Поредица „Безсмъртните“ (Deathless)
1. The Gilded Ones (2021)[1][2][3]
Златородните, изд.: Orange Books, София (3023), прев. Майре Буюклиева
2. The Merciless Ones (2022)
3. The Eternal Ones (2024)

### Екранизации
- 2013 Boots – тв филм
- 2013 A Decision – късометражен
- 2017 Luna – с Джесика Ван, късометражен
- 2018 Mutata – късометражен